# Mahani Teave
 (mars 2021).
Si vous disposez d'ouvrages ou d'articles de référence ou si vous connaissez des sites web de qualité traitant du thème abordé ici, merci de compléter l'article en donnant les références utiles à sa vérifiabilité et en les liant à la section « Notes et références ».
 (mars 2021).
Mahani Teave, née le 14 février 1983 à Hawaï est une pianiste chilienne, lauréate de plusieurs concours internationaux.

## Biographie
Fille d'un pascuan et d'une américaine, elle passe son enfance sur l'île de Pâques et commence à étudier le piano à l'âge de 9 ans avec la violoniste Erica Putney
En 1992 elle rencontre le pianiste chilien Roberto Bravo, qui l'encourage à partir à Valdivia où elle poursuit ses études, l'année suivante, sous la direction de la pianiste Ximena Cabello au Conservatoire de musique de l'université australe du Chili. À partir de cette date jusqu'à la fin de l'année 2001 elle est élève dans la classe d'interprétation musicale de piano et obtient son diplôme avec la note maximale.
Elle vit aux États-Unis et poursuit des études au Cleveland Institute of Music de Cleveland, Ohio, dans la classe académique de piano du professeur Sergei Babayan.

## Distinctions
En 1999 elle termine première du concours national et international Claudio Arrau, et obtient aussi le premier prix de la meilleure œuvre et celui du talent le plus remarquable du concours. En décembre 2001, elle obtient le premier prix du concours international de piano Ciutat de Palmanyola à Palma de Majorque en catégorie A (moins de 29 ans),  Elle remporte la Concerto Competition du Cleveland Institute of Music en 2004, au cours d'une prestation comme soliste avec l'orchestre symphonique de cet institut.

## Concerts
Elle se produit comme soliste avec  l'orchestre symphonique de l'université de Concepción (Orquesta Sinfónica de la Universidad de Concepción), l'orchestre de chambre de  Valdivia, l'orchestre philharmonique de Temuco et l'orchestre symphonique des jeunes de Santiago.
Elle a donné des récitals à Santiago, Valdivia, Iquique et d'autres villes chiliennes, dont certains avec Roberto Bravo au Palacio de La Moneda et au Congreso Nacional. Elle a également participé à des concerts en Argentine, aux États-Unis et en Allemagne.
En 2006, elle joue avec l'orchestre symphonique du Chili sous la direction du chef d'orchestre suisse Nicolás Rauch. Elle a donné également des concerts à  Santiago et Valparaíso pour la Banco de A. Edwards, ainsi qu'à Chicago.
En mai 2007 elle donne au Teatro Municipal de Temuco un concert privé pour la Banco de Chile.

## Soutiens
Elle a été sponsorisée par la fondation Roberto Bravo, les amis du Teatro Municipal, Kodak-Chile et le Cleveland Institute of Music. Elle a obtenu la bourse du mérite de l'université australe du Chili et la bourse d'études à l'étranger Beca Presidente de la República.